# NGC 2429
NGC 2429 ist eine Spiralgalaxie vom Hubble-Typ Sbc im Sternbild Luchs am Nordsternhimmel. Sie ist schätzungsweise 256 Millionen Lichtjahre von der Milchstraße entfernt und hat einen Durchmesser von etwa 85.000 Lichtjahren. Vermutlich bildet sie gemeinsam mit NGC 2426 ein gravitativ gebundenes Galaxienpaar. Vermutlich bildet sie mit der Zwerggalaxie LEDA 21663 ein wechselwirkendes Galaxienpaar und gemeinsam mit NGC 2426 ein gravitativ gebundenes Trio.
Im selben Himmelsareal befindet sich u. a. die Galaxie NGC 2431.
Das Objekt wurde am 10. März 1874 von Ralph Copeland entdeckt.